# Claire Legendre
Pour les articles homonymes, voir Legendre.
Claire Legendre, née le 21 avril 1979 à Nice, est une écrivaine française et professeure de création littéraire à l'Université de Montréal (UdeM).

## Formation
Son père, metteur en scène, acteur et professeur de théâtre, dirige le Théâtre de l'Alphabet à Nice jusqu'en 2010, sa mère est institutrice. Elle est initiée dès l'enfance à l'art dramatique et fait de l'écriture romanesque son terrain de jeu. Elle poursuit des études de lettres en même temps que sa carrière littéraire : en 2003, elle obtient un DEA de Littérature Comparée à l'Université de Nice, puis soutient une thèse de doctorat en Littérature Comparée et Études théâtrales sur la vérité au théâtre en 2009. Dans la même université, elle enseigne la sémiologie théâtrale, l'écriture dramatique et la littérature comparée. Résidant à Prague, en Tchéquie, de 2008 à 2011, elle y anime un atelier d'écriture à l'Institut français.
Depuis 2011, Claire Legendre est professeure de création littéraire à l'Université de Montréal.

## Parcours littéraire et artistique
Claire Legendre publie son premier roman Making-of en 1998, à 18 ans, avec une préface de Fernando Arrabal. Ce roman est réédité au Québec en 2017 .
En 1999-2000, après la publication de Viande, son deuxième roman, qui est l'objet d'une certaine polémique de par son écriture qu'elle-même décrit comme crue et violente , elle est pensionnaire à la Villa Médicis.
Elle reçoit la Bourse Jeune écrivain de la Fondation Hachette Jean-Luc Lagardère (2004) et une Bourse d'écriture du Centre National du Livre (France) (2007). Elle figure sur la liste préliminaire du Prix des Libraires du Québec pour Le Nénuphar et l'araignée (2015) et obtient le prix d'excellence de la SODEP, catégorie Création littéraire, pour La petite rousse en forme de tombeau, revue Liberté (2019).
En 2018, elle réalise un long-métrage documentaire, Bermudes (nord), sur la Côte-Nord du Saint-Laurent et à l'île d'Anticosti.
De 2018 à 2021, elle tient une chronique régulière intitulée Coucher sur papier dans le magazine Lettres québécoises.
Entre 2013 et 2022, elle collabore régulièrement à l'émission Plus on est de fous, plus on lit, sur les ondes de ICI Radio-Canada Première.
En 2020, elle dirige le collectif Nullipares, réunissant les textes de dix autrices qui n'ont pas enfanté : Agathe Raybaud, Sylvie Massicotte, Jeanne Bovet, Monique Proulx, Martine-Emmanuelle Lapointe, Catherine Voyer-Léger, Hélène Charmay, Brigitte Faivre-Duboz, Camille Deslauriers et Claire Legendre elle-même.
En 2021, son roman Bermudes est finaliste du Prix des Libraires du Québec. La création scénique Bermudes (dérive) qu'elle co-signe avec la Compagnie Système Kangourou (Montréal) clôture, après le film et le roman, sa Trilogie des Bermudes.

## Filmographie
- 2018: Bermudes (nord), long-métrage documentaire, Canada.